# 普菲青格反应
Pfitzinger反应（Pfitzinger reaction），又称Pfitzinger-Borsche反应
靛红与羰基化合物在碱存在下反应得到喹啉-4-羧酸衍生物。
反应综述：

## 反应机理
靛红中的酰胺键在碱作用下发生水解，生成酮酸中间体（可以分离出来），它再与羰基化合物缩合为亚胺，并经互变异构，生成烯胺，最后烯胺发生分子内环化并失水，得最终产物。

## 变体

### Halberkann变体
N-酰基靛红与碱反应生成2-羟基喹啉-4-羧酸衍生物。